# Supercopa de Rumania
La Supercopa de Rumania (en rumano Supercupa României) es una competición de fútbol que se disputa anualmente desde 1993 entre los ganadores de la Liga I y de la Copa de Rumania, con la excepción en los años 1996, 1997, 2000, 2004 y 2008. 
El vigente campeón y equipo con más títulos a su haber es el FC Steaua Bucarest con ocho.

## Palmarés
| Temporada | Campeón                                                  | Resultado                                                | Finalista                                                | Sede de la final                                         |
| --------- | -------------------------------------------------------- | -------------------------------------------------------- | -------------------------------------------------------- | -------------------------------------------------------- |
| 1994      | Steaua Bucarest                                          | 1 - 0                                                    | Gloria Bistriţa                                          | Stadionul Lia Manoliu, Bucarest                          |
| 1995      | Steaua Bucarest                                          | 2 - 0                                                    | Petrolul Ploieşti                                        | Stadionul Regie, Bucarest                                |
| 1996      | No se celebró debido a que Steaua Bucureşti hizo doblete | No se celebró debido a que Steaua Bucureşti hizo doblete | No se celebró debido a que Steaua Bucureşti hizo doblete | No se celebró debido a que Steaua Bucureşti hizo doblete |
| 1997      | No se celebró debido a que Steaua Bucureşti hizo doblete | No se celebró debido a que Steaua Bucureşti hizo doblete | No se celebró debido a que Steaua Bucureşti hizo doblete | No se celebró debido a que Steaua Bucureşti hizo doblete |
| 1998      | Steaua Bucarest                                          | 4 - 0                                                    | Rapid Bucarest                                           | Stadionul Lia Manoliu, Bucarest                          |
| 1999      | Rapid Bucarest                                           | 5 - 0                                                    | Steaua Bucarest                                          | Stadionul Lia Manoliu, Bucarest                          |
| 2000      | No se celebró debido a que Dinamo Bucureşti hizo doblete | No se celebró debido a que Dinamo Bucureşti hizo doblete | No se celebró debido a que Dinamo Bucureşti hizo doblete | No se celebró debido a que Dinamo Bucureşti hizo doblete |
| 2001      | Steaua Bucarest                                          | 2 - 1                                                    | Dinamo Bucarest                                          | Stadionul Lia Manoliu, Bucarest                          |
| 2002      | Rapid Bucarest                                           | 2 - 1                                                    | Dinamo Bucarest                                          | Stadionul Lia Manoliu, Bucarest                          |
| 2003      | Rapid Bucarest                                           | 1 - 0                                                    | Dinamo Bucarest                                          | Stadionul Lia Manoliu, Bucarest                          |
| 2004      | No se celebró debido a que Dinamo Bucureşti hizo doblete | No se celebró debido a que Dinamo Bucureşti hizo doblete | No se celebró debido a que Dinamo Bucureşti hizo doblete | No se celebró debido a que Dinamo Bucureşti hizo doblete |
| 2005      | Dinamo Bucarest                                          | 3 - 2                                                    | Steaua Bucarest                                          | Stadionul Cotroceni, Bucarest                            |
| 2006      | Steaua Bucarest                                          | 1 - 0                                                    | Rapid Bucarest                                           | Stadionul Lia Manoliu, Bucarest                          |
| 2007      | Rapid Bucarest                                           | 1 - 1 (7-6 pen.)                                         | Dinamo Bucarest                                          | Stadionul Lia Manoliu, Bucarest                          |
| 2008      | No se celebró debido a que CFR Cluj hizo doblete         | No se celebró debido a que CFR Cluj hizo doblete         | No se celebró debido a que CFR Cluj hizo doblete         | No se celebró debido a que CFR Cluj hizo doblete         |
| 2009      | CFR Cluj                                                 | 1 - 1 (4-3 pen.)                                         | Unirea Urziceni                                          | Stadionul Giuleşti, Bucarest                             |
| 2010      | CFR Cluj                                                 | 2 - 2 (2-0 pen.)                                         | Unirea Urziceni                                          | Dr. Constantin Rădulescu, Cluj-Napoca                    |
| 2011      | Oţelul Galaţi                                            | 1 - 0                                                    | Steaua Bucarest                                          | Stadionul Ceahlăul, Piatra Neamţ                         |
| 2012      | Dinamo Bucarest                                          | 2 - 2 (4-2 pen.)                                         | CFR Cluj                                                 | Arena Națională, Bucarest                                |
| 2013      | Steaua Bucarest                                          | 3 - 0                                                    | Petrolul Ploiești                                        | Arena Națională, Bucarest                                |
| 2014      | Astra Giurgiu                                            | 1 - 1 (5-4 pen.)                                         | Steaua Bucarest                                          | Arena Națională, Bucarest                                |
| 2015      | ASA Târgu Mureș                                          | 1 - 0                                                    | Steaua Bucarest                                          | Stadionul Farul, Constanța                               |
| 2016      | Astra Giurgiu                                            | 1 - 0                                                    | CFR Cluj                                                 | Cluj Arena, Cluj-Napoca                                  |
| 2017      | FC Voluntari                                             | 1 - 0                                                    | FCV Farul Constanța                                      | Stadionul Municipal, Botoșani                            |
| 2018      | CFR Cluj                                                 | 1 - 0                                                    | Universitatea Craiova                                    | Estadio Ion Oblemenco, Craiova                           |
| 2019      | FCV Farul Constanța                                      | 1 - 0                                                    | CFR Cluj                                                 | Estadio Ilie Oană, Ploieşti                              |
| 2020      | CFR Cluj                                                 | 0–0 (4:1 pen.)                                           | FCSB                                                     | Estadio Ilie Oană, Ploieşti                              |
| 2021      | Universitatea Craiova                                    | 0–0 (4:2 pen.)                                           | CFR Cluj                                                 | Arena Națională, Bucarest                                |
| 2022      | Sepsi Sfântu Gheorghe                                    | 2–1                                                      | CFR Cluj                                                 | Estadio Francisc von Neumann, Arad                       |
| 2023      | Sepsi Sfântu Gheorghe                                    | 1–0                                                      | FCV Farul Constanța                                      | Estadio Ilie Oană, Ploieşti                              |
| 2024      | FCSB                                                     | 3–0                                                      | Corvinul Hunedoara                                       | Estadio Steaua, Bucarest                                 |
| 2025      | FCSB                                                     | 2–1                                                      | CFR Cluj                                                 | Stadionul Ghencea, Bucarest                              |

## Títulos por club
| Club                      | Campeón | 2° | Años campeón                                   |
| ------------------------- | ------- | -- | ---------------------------------------------- |
| FC Steaua Bucarest (FCSB) | 8       | 6  | 1994, 1995, 1998, 2001, 2006, 2013, 2024, 2025 |
| CFR Cluj                  | 4       | 6  | 2009, 2010, 2018, 2020                         |
| FC Rapid Bucarest         | 4       | 2  | 1999, 2002, 2003, 2007                         |
| FC Dinamo Bucarest        | 2       | 4  | 2005, 2012                                     |
| FC Astra Giurgiu          | 2       | -  | 2014, 2016                                     |
| Sepsi Sfântu Gheorghe     | 2       | -  | 2022, 2023                                     |
| FCV Farul Constanța       | 1       | 2  | 2019                                           |
| FC Universitatea Craiova  | 1       | 1  | 2021                                           |
| SC Oţelul Galaţi          | 1       | -  | 2011                                           |
| ASA Târgu Mureș †         | 1       | -  | 2015                                           |
| FC Voluntari              | 1       | -  | 2017                                           |
| FC Unirea Urziceni †      | -       | 2  | -----                                          |
| FC Petrolul Ploieşti      | -       | 2  | -----                                          |
| ACF Gloria Bistriţa †     | -       | 1  | -----                                          |
| FC Corvinul Hunedoara     | -       | 1  | -----                                          |

- † Equipo desaparecido.